# Romet Flaming

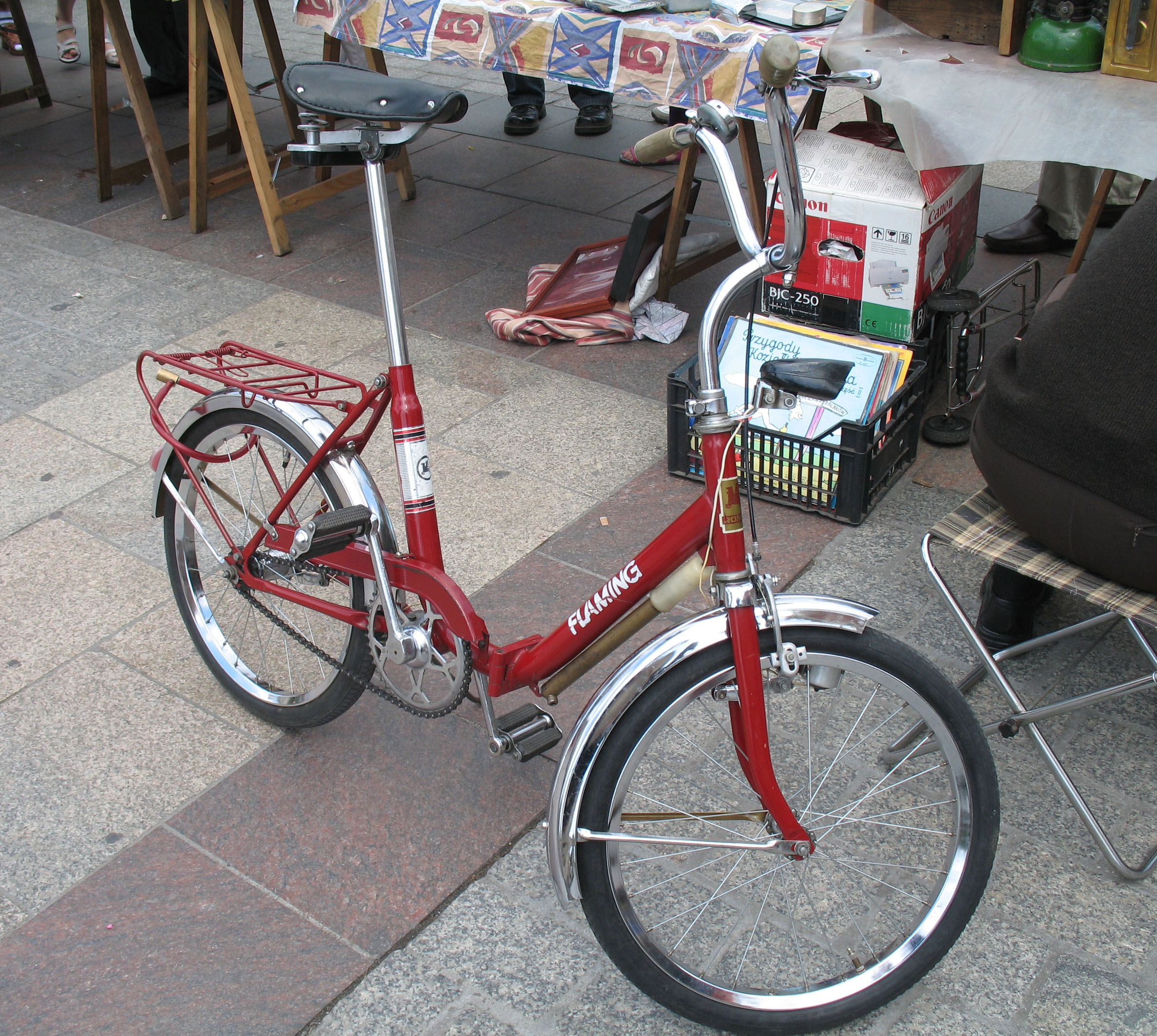
Romet Flaming

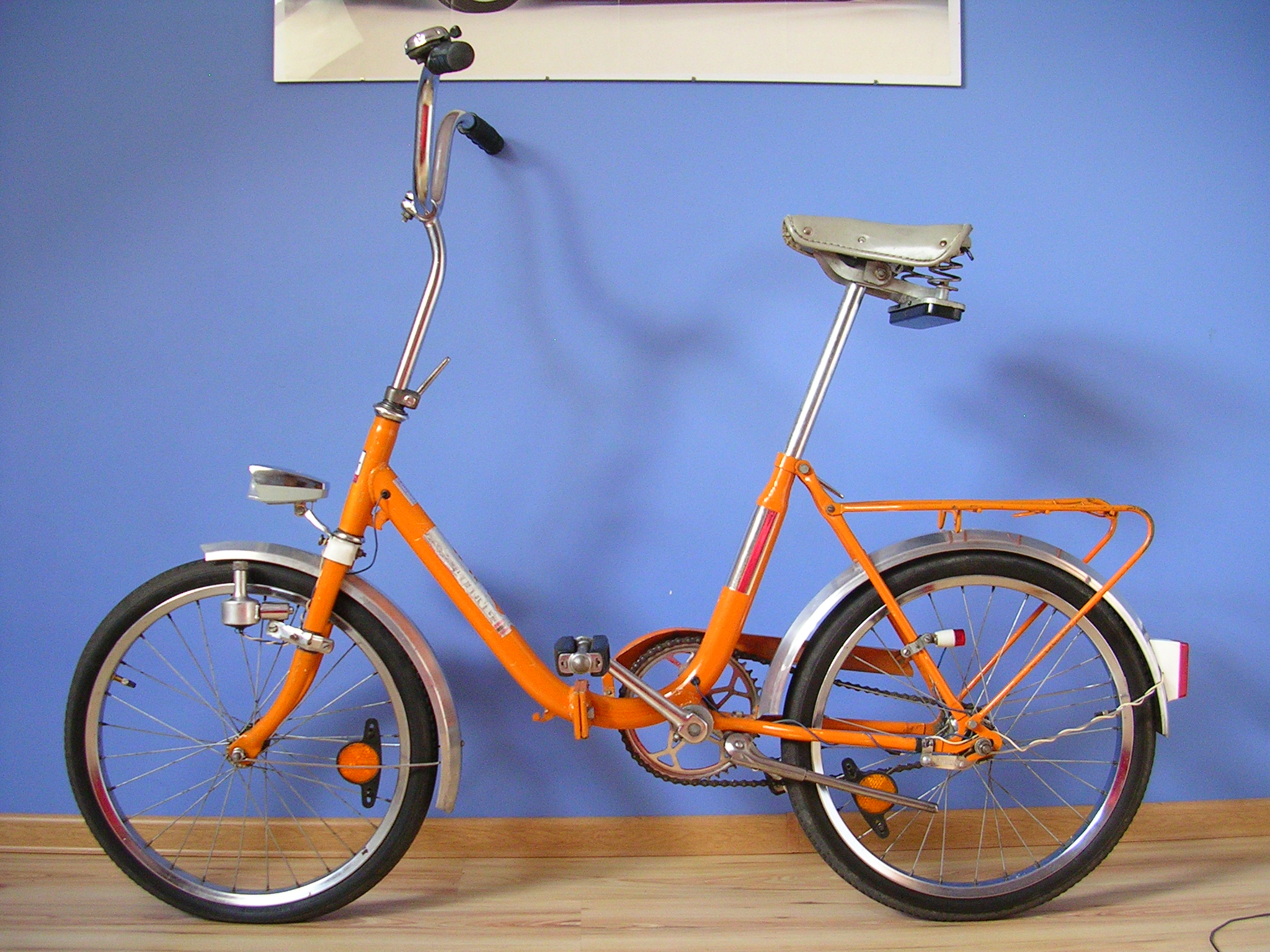
Romet Flaming z 1976 roku

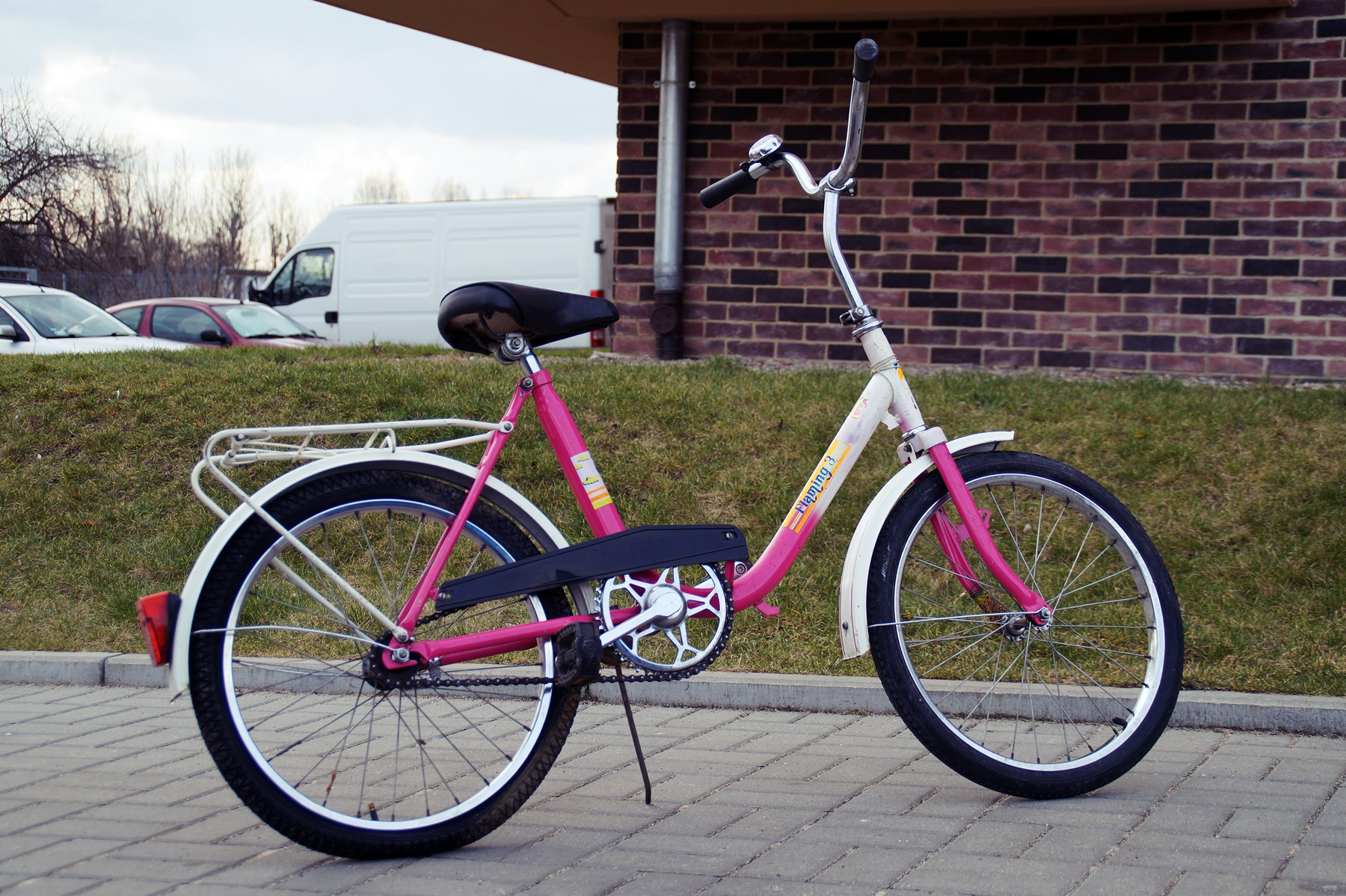
FSM Flaming 3 z 1993 roku

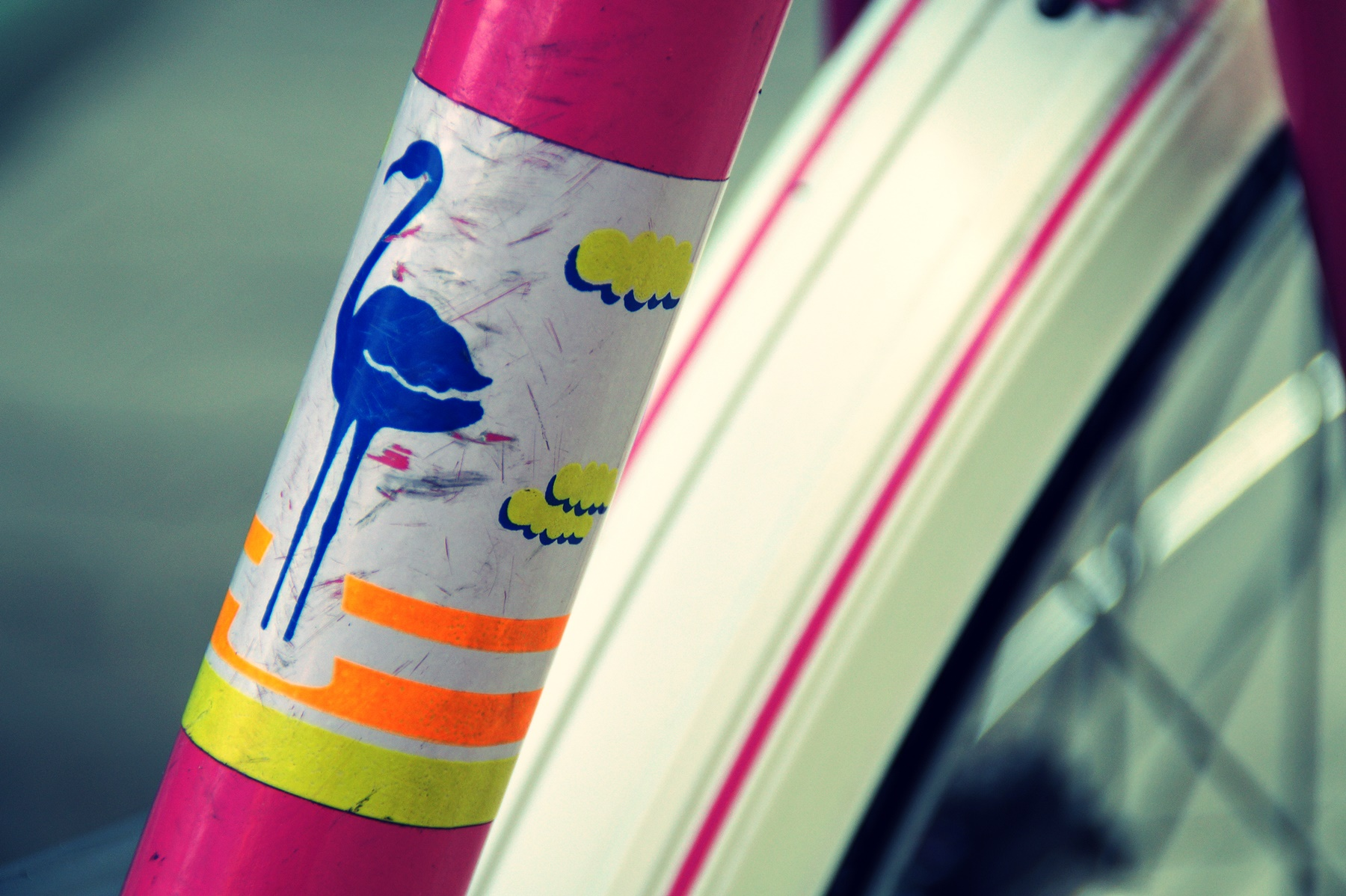
Dobrze zachowana naklejka tematyczna na rowerze FSM Flaming 3 z 1993 roku

Romet Flaming – linia rowerów składanych produkowanych przez zakłady Romet, a w późniejszym czasie pod marką Fabryki Samochodów Małolitrażowych.
Rower, podobnie jak popularne Wigry, został wyposażony w koła o rozmiarze 20". Charakterystycznym elementem budowy ramy Flaminga jest pojedyncza rura wygięta w kształcie litery "V", w czym przypomina mniejszego Pelikana. Egzemplarze produkowane w FSM pod nazwą Flaming 2 i Flaming 3 nie posiadały funkcji składania.
Standardowo rower wyposażony został w wewnętrzny hamulec typu 'torpedo', jednak na specjalne życzenie instalowano także przedni hamulec naciskowy, bądź szczękowy.
Egzemplarze produkowane do 1974 roku dostępne były w kilku kolorach: bladoniebieskim, kremowym, białym, ciemnoczerwonym i ciemnozielonym. Rzadziej występowały wersje z kremową ramą i niebieskimi bądź zielonymi błotnikami. Tylny odblask był pomarańczowy, a w pedałach były żółte. Blaszane błotniki były lakierowane pod kolor ramy. W 1975 roku zaszły pewne zmiany. Odtąd model ten był produkowany głównie w kolorze pomarańczowym. Tylny odblask zastąpiono czerwonym, a w pedałach umieszczono pomarańczowe. Błotniki zastąpiono aluminiowymi, zmieniono wygląd przedniej naklejki Predom-Romet, a malowany dotąd biały napis Flaming zastąpiono naklejką. Rok później usunięto boczną lampkę typu "pchełka", a tylny odblask zastąpiono lampą typu "łezka"

## Dane techniczne (model z 1972)
- Długość całkowita – 1440 mm
- Wysokość przy maks. wysunięciu kierownicy – 1040 mm
- Maksymalna szerokość – 600 mm
- Liczba biegów – 1
- Mechanizm korbowy – 1-rz / 1-sp
- Kaseta – 1-rz / 1-sp
- Masa – 17,5 kg